# Anthony Peden
Anthony Thomas Peden (ur. 15 września 1970 w Manly) – australijski kolarz torowy, reprezentujący także Nową Zelandię, dwukrotny medalista mistrzostw świata.

## Kariera
Pierwszy sukces w karierze Anthony Peden osiągnął w 1992 roku, kiedy zdobył wspólnie z Davidem Dewem zdobył brązowy medal w wyścigu tandemów na mistrzostwach świata w Walencji. Podczas mistrzostw świata w Berlinie w 1999 roku Peden wywalczył srebrny medal w keirinie, ulegając jedynie Niemcowi Jensowi Fiedlerowi. Anthony brał również udział w igrzyskach olimpijskich w Sydney w 2000 roku, gdzie był w keirinie odpadł w eliminacjach, a rywalizację w sprincie ukończył na piętnastej pozycji.